# Бранд, Владимир Владимирович
Владимир Владимирович Бранд (10 июля 1892 года, Тульская губерния — 16 марта 1942 года, Смоленск, СССР) — подполковник, русский эмигрантский поэт и публицист, антисоветский деятель.

## Биография
Окончил Николаевский кадетский корпус. В 1912 году выдержал офицерский экзамен при Михайловском артиллерийском училище.
Участвовал в Первой мировой войне, был произведен в капитаны. С осени 1918 года — военспец Красной армии, командир батареи артдивизиона 2-й бригады 8-й дивизии Западной армии. В марте 1919 года принимал участие в Стрекопытовском мятеже. Был назначен командиром артдивизиона Повстанческой армии, являлся членом штаба В.В. Стрекопытова. В июле 1919 года в составе Тульского отряда присоединился к войскам Северо-Западной армии генерала Юденича. Был назначен заместителем командира 6-го самоходного артиллерийского дивизиона. Дослужился до чина подполковника. В конце 1919 года эмигрировал в Польшу, где вступил в Союз защиты Родины и Свободы под руководством Бориса Савинкова.
С 1924 года участвовал в деятельности Братства Русской Правды. В это же время участвовал в деятельности литературной группы «Таверна поэтов». Опубликовал в 1932 году в Варшаве поэтический сборник «Стихи». Публиковал статьи в эмигрантских газетах «За свободу!», «Меч» и журнале «Грани». С начала 30-х годов был главным редактором газет «Весть» и «Меч». С конца 20-х годов был членом литературной группы «Литературное содружество».
Сотрудничал с польской разведкой. В 1935 году перешёл в организацию Народно-трудовой союз российских солидаристов. Был одним из руководящих членов этой организации.
Во время Второй мировой войны был членом Sonderstab «R» Русской освободительной армии. Как представитель НТС был направлен с тайной миссией в оккупированный Смоленск для руководства местной группой НТС.
Скончался от тифа 16 марта 1942 года в Смоленске.